# Stefan Siegenthaler (Unihockeyspieler)
Stefan Siegenthaler (* 1991) ist ein Schweizer Unihockeyspieler auf der Position des Verteidigers. Derzeit steht er beim Nationalliga-A-Verein Unihockey Tigers unter Vertrag.

## Karriere
Siegenthaler durchlief alle Juniorenstationen der Unihockey Tigers. Zur Saison 2009/10 wurde Siegenthaler, welcher schon die Saison zuvor erste Einsätze in der ersten Mannschaft sammeln konnte, in definitiv in das Kader der ersten Mannschaft aufgenommen. In seiner ersten Saison absolvierte der Verteidiger 27 Spiele und erzielte dabei zwei Assists und zwei Tore.
Am 10. Februar 2017 verkündete der Sportchef der Unihockey Tigers, Marc Dysli, dass der Vertrag mit dem Defensivspieler um zwei Jahre verlängert wurde.
2019 gewann Jakob mit den Unihockey Tigers Langnau den Schweizer Cup mit einem 9:8-Sieg über den Grasshopper Club Zürich.

## Spielweise
Siegenthaler gilt als schneller und schussstarker Verteidiger. Zudem ist er bekannt für aggressive und harte Zweikämpfe, was ihm häufiger Strafen einbringt.

## Erfolge
- Schweizer Cup: 2009, 2010, 2019